# Hans Winkler (Rennfahrer)

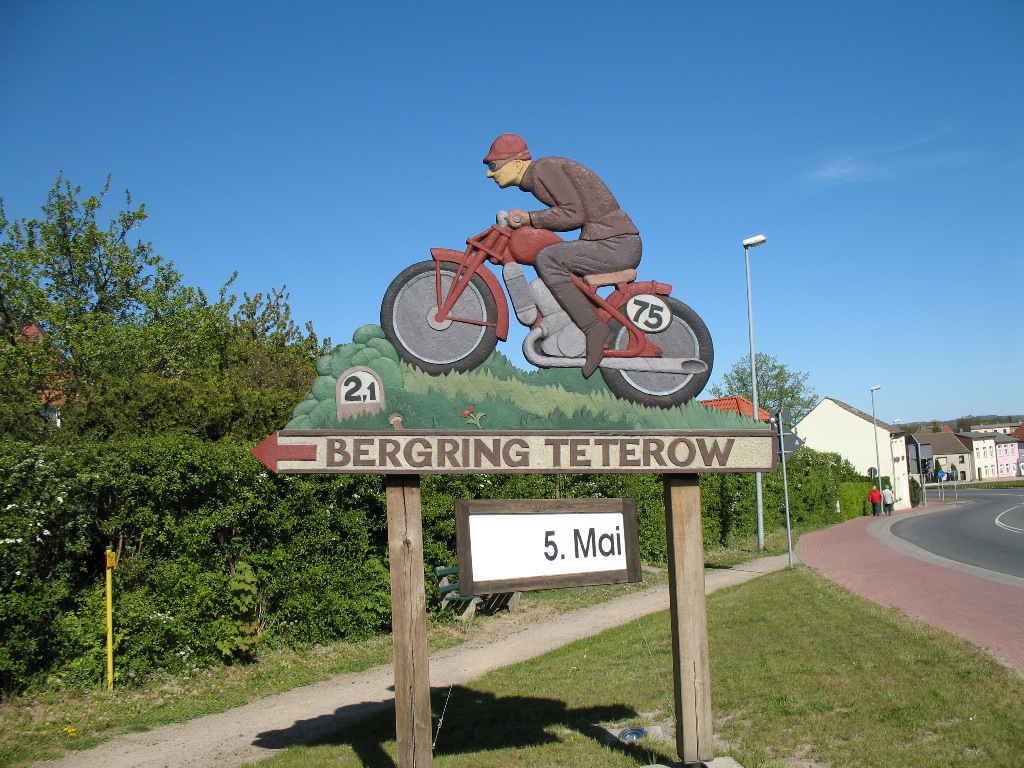
Hans Winkler (mit der legendären Startnummer 75) – in Holz geschnitzt – bildet den Wegweiser zum Teterower Bergring.

Hans Winkler (* 17. Mai 1898 in Bamberg; † 19. Juli 1936) war ein deutscher Motorradrennfahrer.

## Karriere
Winkler stammte aus Bamberg und wohnte später in München-Untermenzing. Bereits in der ersten Hälfte der 1920er-Jahre startete er an der Seite von Hermann Weber, Hans Sprung, Kurt Friedrich und Richard Blau im Werksteam des Zschopauer Herstellers DKW. Zum ersten Mal wirklich auf sich aufmerksam machte er beim Eibseerennen 1928. In der ersten Hälfte der 1930er-Jahre war Winkler erfolgreich bei nationalen wie auch internationalen Straßenrennen, bei Bergrennen, im Gelände und auch beim Eisspeedway unterwegs. So siegte er beispielsweise 1930 auf DKW im 500-cm³-Rennen um die Ungarische TT in Budapest und 1932 auf einer 350er Rudge beim Eilenriederennen in Hannover.
Seine erfolgreichste Saison hatte Winkler im Jahr 1935. Er gewann auf der Viertelliter-DKW den Großen Preis von Barcelona, auf dem Montjuïc sowie das Marienberger Dreieckrennen. Auch auf der Grasbahn beim Teterower Bergringrennen und eine Woche später beim Eifelrennen auf dem Nürburgring war er ganz vorne. Mit Rang drei beim Schleizer Dreieckrennen sicherte er sich schließlich hinter Arthur Geiss den Vizetitel in der 250er-Klasse der Deutschen Straßenmeisterschaft.
Am 3. Mai 1936 beim Großen Preis der Schweiz (Motorrad) wurde Hans Winkler auf der Rundstrecke in Bremgarten (Saison 1935) knapp vorm Ziel noch von Walfried Winkler (beide auf Auto Union DKW 250 cm³) überholt. In Barcelona ging Hans Winkler auch 1936 wieder an den Start, musste diesmal allerdings Geiss den Vortritt lassen. Danach folgte Rang drei auf dem Nürburgring. Bei der Dutch TT auf dem Circuit van Drenthe im holländischen Assen fuhr er ein hervorragendes Rennen, verhalf seinem Teamkollegen Geiss zum Sieg und verwies den irischen Europameister H. G. Tyrell-Smith auf Rang drei.
Eine Woche später, am 19. Juli 1936, verunglückte Hans Winkler mit seiner DKW bei dem auf dem Schottenring ausgetragenen deutschen Meisterschaftsrennen Rund um Schotten in der ersten Hälfte des 250-cm³-Rennens tödlich. Er wurde nur 38 Jahre alt. Winklers Erfolge trugen entscheidend mit dazu bei, den Motorradrennsport in Deutschland populär zu machen.

## Verweise